# You Remember Ellen
You Remember Ellen è un cortometraggio del 1912 diretto da Sidney Olcott e tratto dalla poesia di Thomas Moore.

## Trama
La giovane e bella Ellen incontra un giovane vagabondo di nome William che la aiuta a trasportare un cesto di panni per il capo del villaggio. L'uomo è ben felice di ospitarli e dopo il pranzo i due giovani escono fuori casa dove William si dichiarerà. Celebrato il matrimonio, i due si trasferiscono nella casa di campagna presso la contea e si procurano da vivere arando i campi e accumulando balle di fieno.
Ma William ed Ellen desiderano ben altro, così decidono di andarsene dal paese lasciando i genitori della ragazza in lacrime. Poco dopo aver affrontato un lungo viaggio, i due sposi, in una giornata piovosa, trovano un castello abitato da Lord di Rosna Hall, uomo gentile e generoso che li renderà ricchissimi e più felici che mai.

## Produzione
Uno dei film che la Kalem Company produsse in Irlanda, con una troupe formata da Olcott, dall'attrice (e sceneggiatrice) Gene Gauntier e dal fotografo George K. Hollister. Le riprese furono effettuate a Beaufort, nella contea di Kerry.

## Distribuzione
Distribuito dalla General Film Company, il film - un cortometraggio in una bobina - uscì in sala il 4 marzo 1912.